# Kwas dekanowy
Kwas dekanowy, kwas kaprynowy – organiczny związek chemiczny z grupy kwasów karboksylowych, zawiera dziewięciowęglowy łańcuch alkilowy połączony z grupą karboksylową.
W postaci estrów i soli stosowany jako składnik leków zwiększający ich lipofilowość i umożliwiający powolne uwalnianie substancji czynnej z tkanki tłuszczowej w miejscu iniekcji do organizmu (ang. depot injection).

Kaprynian haloperydolu – lek uspokajający o przedłużonym działaniu. Reszta kwasu kaprynowego wyróżniona kolorem czerwonym